# 왕산중학교
왕산중학교(王山中學校)는 대한민국 강원특별자치도 강릉시 왕산면 도마리에 있는 공립 중학교이다.

## 학교 연혁
- 1949년 10월 5일 : 시립 왕산고등공민학교 개교
- 1967년 10월 28일 : 강릉중학교 왕산분교 인가(3학급)
- 1969년 10월 14일 : 왕산중학교 승격(6학급 인가)
- 1970년 6월 9일 : 왕산중학교 개교식
- 1971년 1월 30일 : 제1회 졸업식 거행(46명)
- 1980년 12월 30일 : 현 신축 교사로 이전
- 2025년 1월 6일 : 제55회 졸업식(졸업생 5명, 누계 1,404명)
- 2025년 3월 1일 : 제24대 남궁홍 교장 부임
- 2025년 3월 4일 : 2025학년도 입학식(입학생 3명)

## 참고 자료
- 왕산중학교 - 한국교육학술정보원 학교알리미